# Cox’s Bazar
Cox's Bazar (ejtsd: Koksz Bazár, bengáli: কক্সবাজার) város Banglades délkeleti részén. A Bengáli-öböl partján fekszik, Csittagongtól kb. 150 km-re délre. Az agglomeráció lakossága kb. 223 ezer fő volt 2011-ben.
Halászati központ, jelentős még a szivargyártás.
A közelben mintegy 120 km hosszú homokos tengerpart húzódik, amely a világ egyik leghosszabb strandja, így a város a belföldi és külföldi turisták kedvelt célpontja, a legnagyobb üdülőhely Bangladesben.
Itt található, – főként rohingjákkal benépesült – két nagy menekülttábor, a Kutupalong és a Najapara. A Kutupalong menekülttábor 2020 táján a világ legnagyobb menekülttábora.

## Főbb látnivalók
- Himchari Nemzeti Park, a várostól délre. Őserdő, füves térségek, vízesés, ázsiai elefántok hordái
- Dulhazra Szafari Park. 50 km-re Csittagong felé. Krokodil, gaur, bengáli tigris, oroszlán, majmok, medve stb.
- Aggmeda Khyang, kiterjedt buddhista kolostor
- Ramu falu a várostól kb. 10–15 km-re délre. Buddhista pagodák, kolostorok

## Galéria

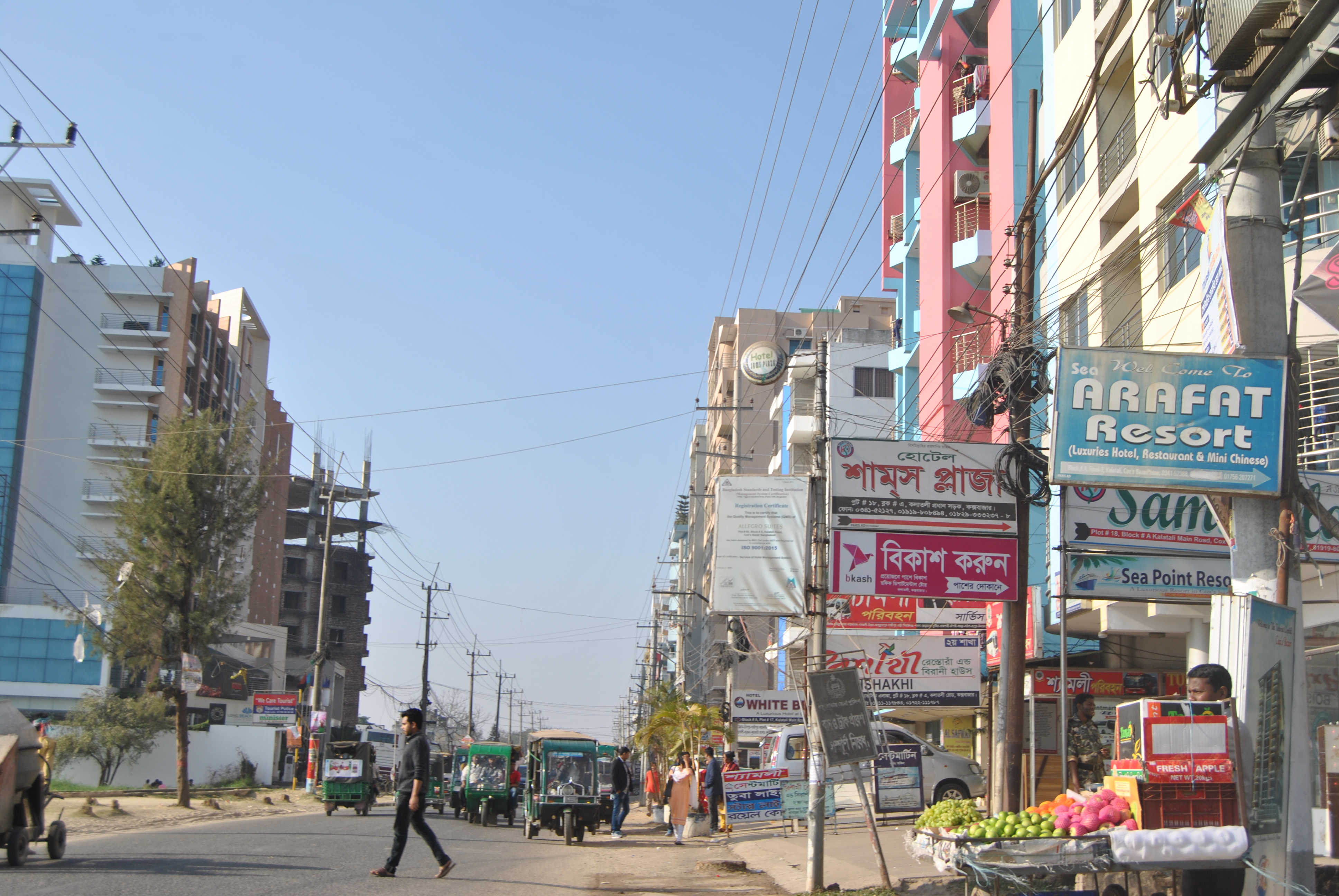
Cox’s Bazar
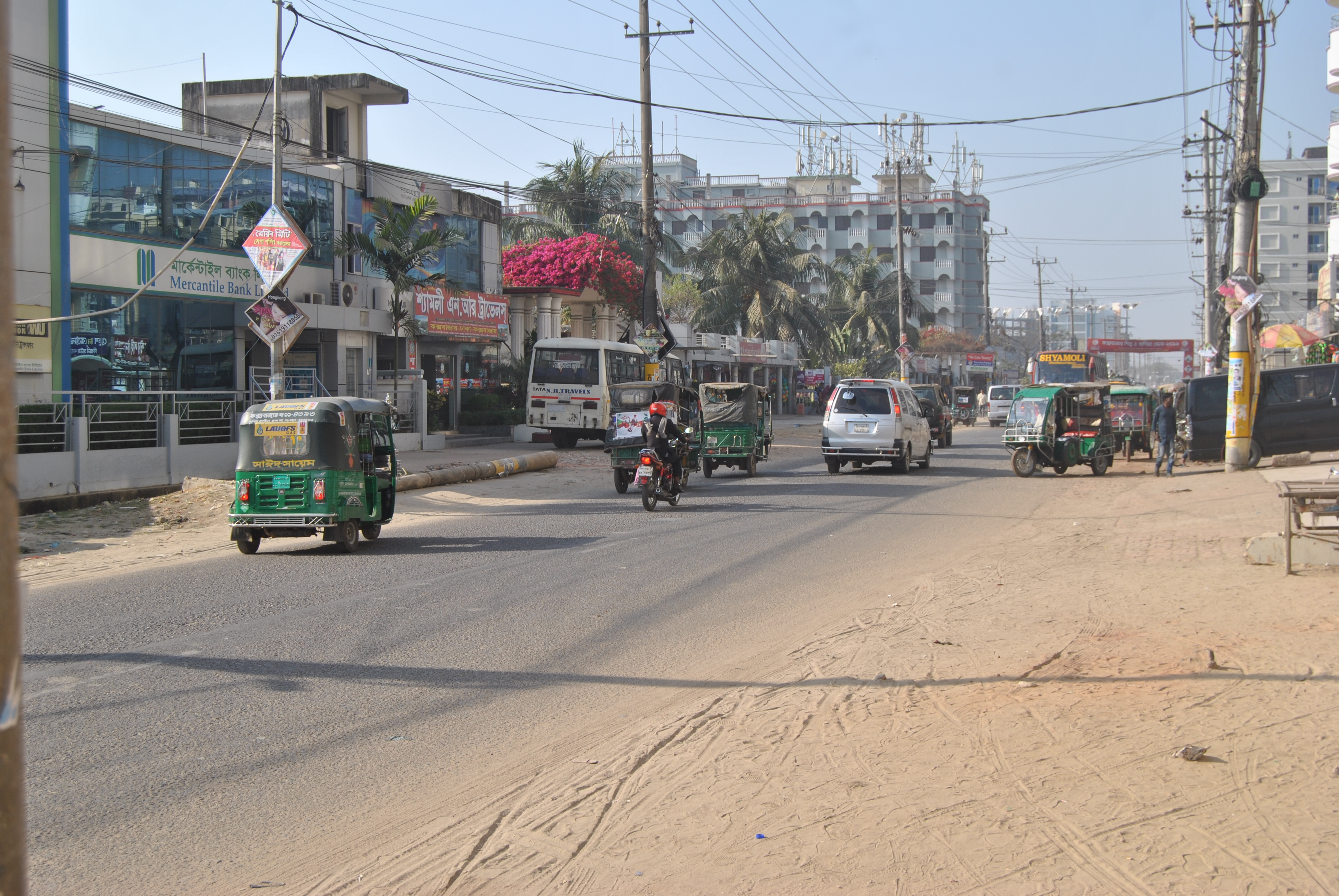
Utcakép
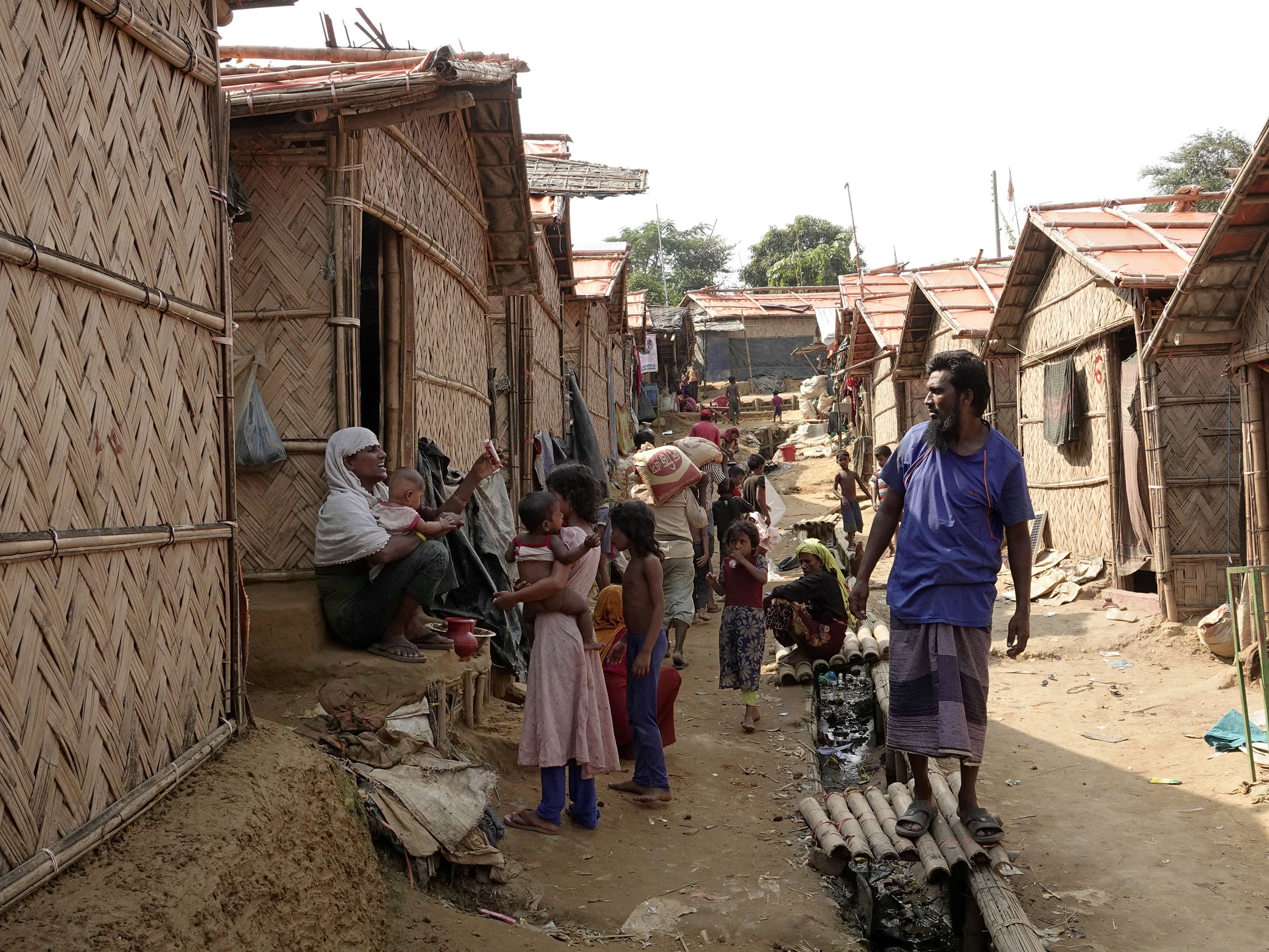
A Kutupalong menekülttábor
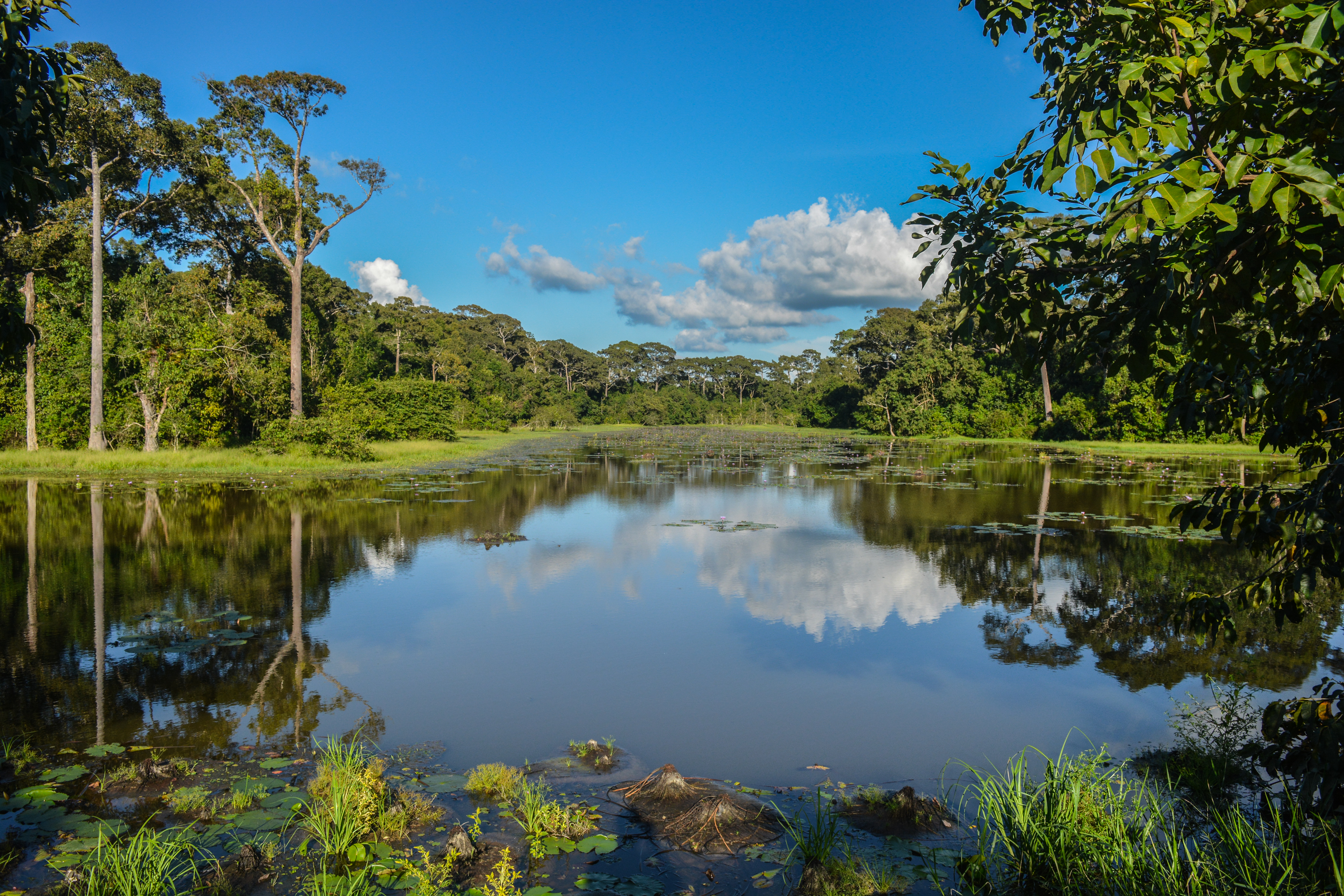
Dulhazra Szafari Park

## Fordítás
- Ez a szócikk részben vagy egészben  a   Cox's Bazar című angol Wikipédia-szócikk fordításán alapul.  Az eredeti cikk szerkesztőit annak laptörténete sorolja fel. Ez a jelzés csupán a megfogalmazás eredetét és a szerzői jogokat jelzi, nem szolgál a cikkben szereplő információk forrásmegjelöléseként.